# 吳漢殺妻
《吳漢殺妻》，又名《斬經堂》、《斬放關》，中國傳統戲曲作品，在京劇、豫剧、梆子戲、潮剧、亂彈戲、傀儡戲等皆有，在京劇中因殺妻並砍頭的畫面，曾在近代遭受禁演。

## 梗概
潼關總兵、王莽駙馬吳漢在抓到劉秀後，母親告以王莽殺父的往事，責令兒子釋放劉秀並將妻子殺害，以報殺父之仇。吳漢持劍進入經堂，見到妻子為了婆婆祝禱，不忍下手。妻子知道來意之後奪劍自刎。逼子殺媳的吳母也隨後自盡。吳漢最後追隨劉秀而去。
邓拓曾說這戲並不合史實，吳漢只是亭長、非王莽女婿，也沒殺父之仇。

## 改编
1937年，联华影业公司曾经拍摄过戏曲片《斬經堂》，导演为周翼华与费穆，同时编剧也由费穆担当，周信芳为主演。